# Karl Gützlaff
Karl Gützlaff, né le 8 juillet 1803 à Pyritz, en province de Poméranie (Prusse) et décédé le 9 août 1851 à Hong Kong, dont le nom a souvent été anglicisé en Charles Gutzlaff, est l'un des premiers missionnaires protestants à être envoyé en Extrême-Orient, d'abord à Bangkok (1828), puis en Corée (1832), puis en Chine. Maîtrisant parfaitement de nombreuses langues dont le chinois, portant couramment des vêtements chinois, il a été magistrat à Ningbo et Zhoushan et le deuxième secrétaire chinois de l'administration britannique à Hong Kong. Auteur de nombreux livres en néerlandais, anglais et chinois, traducteur de la Bible en chinois, en thaï et en japonais, il a servi d'interprète pour les missions diplomatiques britanniques pendant la première guerre de l'opium.
Karl Gützlaff s'est choisi pour nom chinois : 郭士立 ; pinyin : guō shì lì, nom toujours en usage actuellement en chinois, même si son nom officiel était devenu ultérieurement 郭實腊 (pinyin : guō shí là).

## Biographie

### Jeunesse et formation
Très tôt orphelin, Karl Friedrich August Gützlaff est d'abord apprenti sellier à Stettin (aujourd'hui Szczecin) , puis, en 1820, il profite d'une visite du roi Frédéric-Guillaume III dans cette ville pour lui présenter un poème de sa composition et obtenir son soutien pour pouvoir suivre des études. En avril 1821, Karl Gützlaff entre à l'école missionnaire de Johannes Jaenicke à Berlin, qui est soutenue par le roi et qui se caractérise par son adhésion au piétisme morave. En 1821, fortement influencé par August Tholuck, il connaît une expérience spirituelle de conversion. Il étudie les langues de manière intensive. De 1823 à 1826, il poursuit sa formation à Rotterdam, apprenant le néerlandais et le malais pour se préparer au service missionnaire dans les Indes néerlandaises. Il acquiert également les bases des langues turque et arabe.

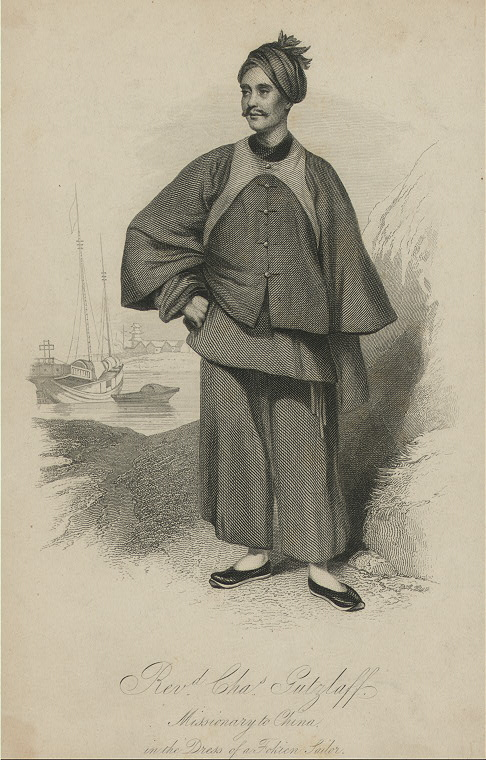
Gützlaff en costume de la province de Fujian.

### Premières années de mission
En 1827, la Société des Missions néerlandaise envoie Karl Gützlaff à Batavia. C'est là qu'il apprend la langue chinoise. Le missionnaire britannique Walter Medhurst l'encourage à approfondir ses études sur ce pays.
En 1828, il quitte la société en 1828, et se rend d'abord à Singapour, puis à Bangkok avec Jacob Tomlin de la London Missionary Society, où il travaille à une traduction de la Bible en thaï. Il fait un bref voyage à Singapour en décembre 1829, où il épouse une missionnaire anglaise, Maria Newell. Tous deux retournent à Bangkok en février 1830 où ils travaillent sur des dictionnaires cambodgien et laotien. Mais avant que le travail ne soit terminé, Maria meurt en couches, laissant un héritage considérable. En 1834, Gützlaff se remarie, cette fois avec Mary Wanstall, qui dirigeait une école et un foyer pour aveugles à Macao.

### Mission en Chine
À Macao, puis à Hong Kong, Gützlaff travaille à une traduction chinoise de la Bible, publie un magazine en langue chinoise, l'Eastern Western Monthly Magazine (en), et écrit des livres en langue chinoise sur divers sujets (voir liste des œuvres. En 1834, il publie le Journal de trois voyages le long de la côte chinoise en 1831, 1832 et 1833. En cours de route, il distribue des tracts qui ont été préparés par un autre missionnaire pionnier en Chine, Robert Morrison. À la fin de 1833, il a joué le rôle d'interprète cantonais du naturaliste George Bennett lors de sa visite à Canton.
En 1837, Gützlaff et un autre missionnaire, Williams, apprennent le japonais avec des matelots japonais naufragés et font des traductions préliminaires en japonais de la Genèse, de l'évangile selon Matthieu et des épîtres de Paul afin de faciliter l'évangélisation ultérieure du Japon (qui n'est pas encore ouvert aux étrangers à cette date).

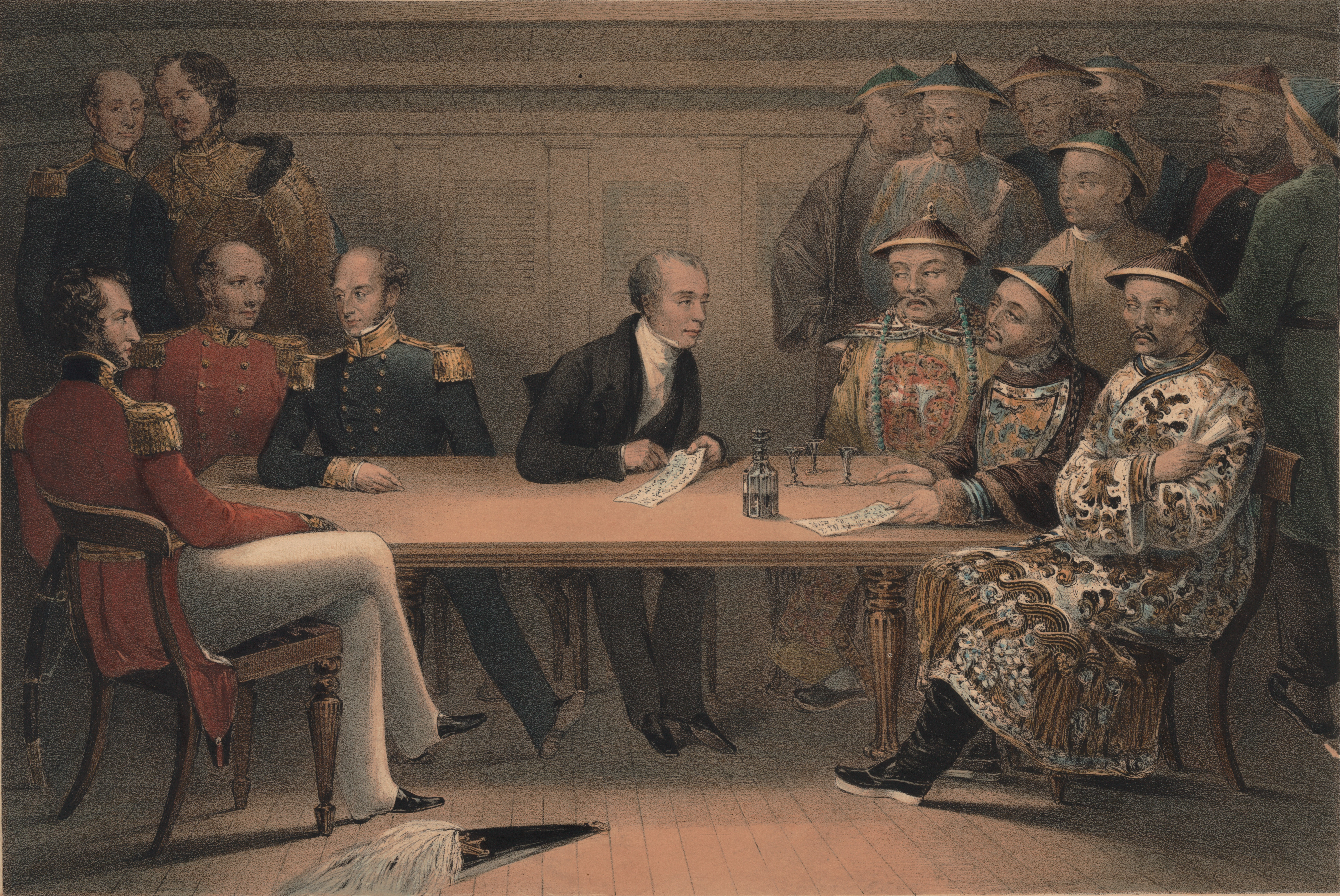
Karl Gützlaff traduisant lors de la conférence de Chusan (actuellement Zhoushan), en 1840, entre les officiers de marine britanniques et les officiels chinois.

En 1840, un groupe de quatre personnes, Walter Henry Medhurst, Karl Gützlaff, Elijah Coleman Bridgman, et John Robert Morrison, ont coopéré pour traduire la Bible en chinois. La traduction de la partie hébraïque a été réalisée en grande partie par Gutzlaff, à l'exception du Pentateuque et du livre de Josué, qui ont été traduits collectivement. Cette traduction de la Bible et les nombreux autres écrits de Gützlaff influencent directement la révolte des Taiping, ainsi que l'a noté Karl Marx.
Dans les années 1830, William Jardine de la Jardine, Matheson & Co. convainc Gützlaff de travailler comme interprète pour les capitaines de sa compagnie pratiquant la contrebande côtière de l'opium, avec l'assurance que cela lui permettrait de rassembler davantage de convertis. Il fut interprète auprès du plénipotentiaire britannique lors des négociations pendant la première guerre de l'opium de 1839-1842, puis magistrat à Ningbo et Zhoushan. Il est nommé premier assistant du secrétaire chinois de la nouvelle colonie de Hong Kong en 1842 et est promu au poste de secrétaire chinois en août de l'année suivante. En réponse au refus du gouvernement chinois de laisser entrer les étrangers à l'intérieur du pays, il fonde une école pour les "missionnaires indigènes" en 1844 et forme près de cinquante Chinois pendant ses quatre premières années.

### Dernières années

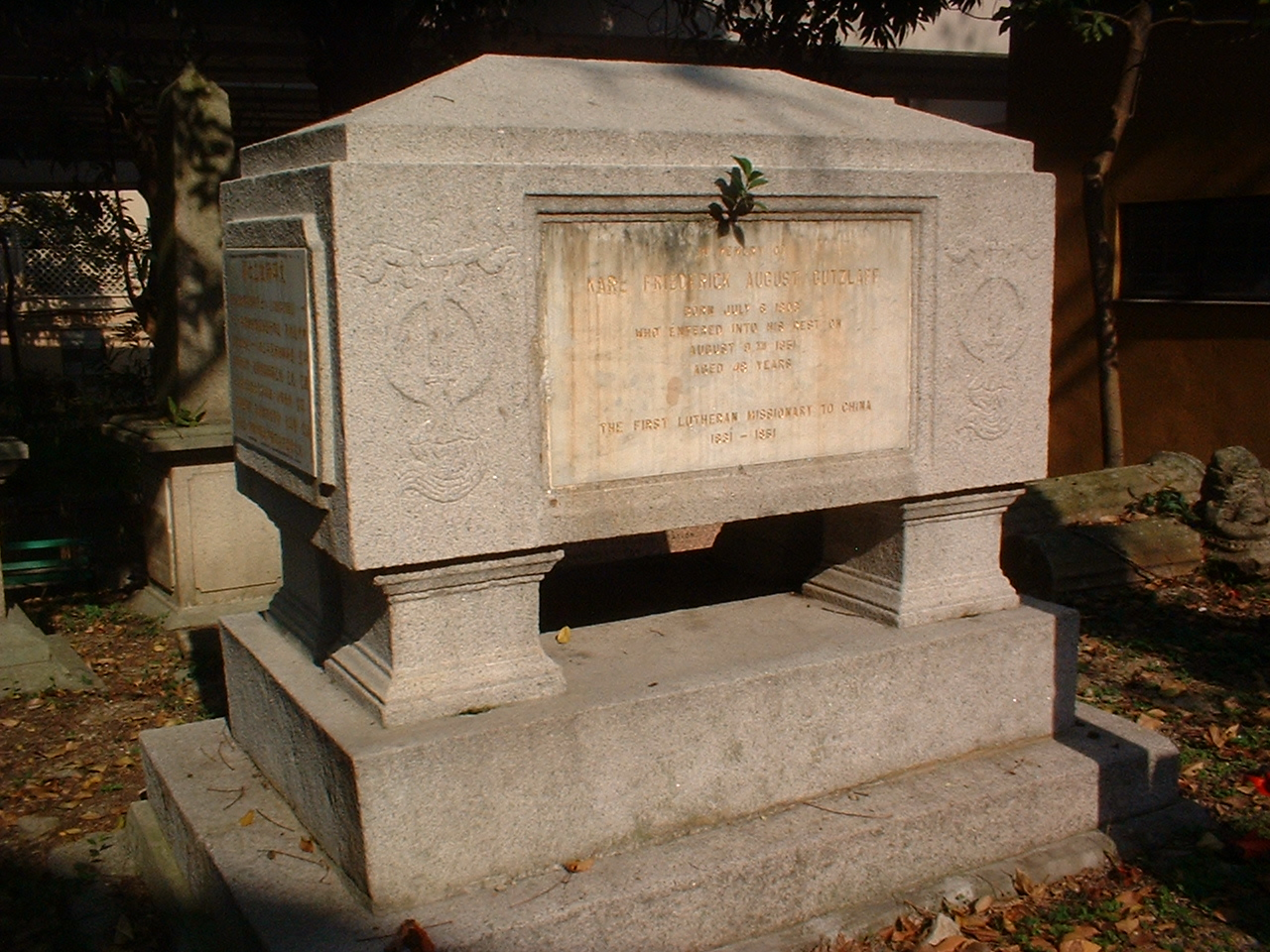
La tombe de Gutzlaff au cimetière de Hong Kong.

Devenu haut-fonctionnaire britannique, Karl Gützlaff s'éloigne quelque peu de ses objectifs missionnaires et un visiteur remarque en 1848 qu'il est devenu un notable corpulent bénéficiant d'un important statut social à Hong-Kong. Sa deuxième femme, Mary, meurt en 1849 à Singapour et y est enterrée. Gützlaff se marie une troisième fois, avec Dorothy Gabriel, lors de son séjour en Angleterre en 1850.
Malheureusement, Gützlaff se révèle un piètre gestionnaire et il se fait escroquer par une partie de ses propres élèves missionnaires autochtones. Si certains sont bien sincères et conduisent bien des activités d'évangélisation, d'autres ne sont que des opiomanes qui inventent des rapports de conversion mirifiques au retour de voyages fictifs, mais prennent bien livraison des Nouveaux Testaments fournis par Gützlaff pour ensuite les revendre à l'imprimeur qui lui-même les revend à Gützlaff. Ce scandale éclate alors que Gützlaff est en tournée en Europe pour collecter des fonds. Brisé par la révélation de cette fraude, Gützlaff meurt à Hong Kong en 1851, laissant une fortune de 30 000 livres sterling. Il est enterré dans le cimetière de Hong Kong.

## Postérité

### Poursuite de son œuvre missionnaire
La Chinese Evangelization Society (en) qu'il a formée a envoyé en Chine Hudson Taylor, un missionnaire particulièrement actif qui a fondé la Mission intérieure chinoise. Celle-ci devait avoir un impact majeur en termes d'évangélisation de la Chine. Hudson Taylor appela Gützlaff le grand-père de la Mission intérieure chinoise.

### Sinologie
Le 29 novembre 1834, Gutzlaff est devenu membre de la toute nouvelle "Société pour la diffusion du savoir utile en Chine". Les membres du comité représentaient une large palette de la communauté des affaires et des missionnaires de Canton : Sir James Matheson (Président), David Olyphant (en), William Wetmore, James Innes, Thomas Fox, Elijah Coleman Bridgman, et John Robert Morrison. John Francis Davis (en), à l'époque Chief Superintendent of British Trade in China, en était membre honoraire.

### Influence
- David Livingstone : c'est après avoir lu l'"Appel aux Églises de Grande-Bretagne et d'Amérique au nom de la Chine" de Gützlaff que David Livingstone a décidé, en 1840, de devenir missionnaire médical[8]. Toutefois, le déclenchement de la première guerre de l'opium rend la Chine trop dangereuse pour les étrangers et la London Missionary Society l'envoie alors en Afrique[9].

- Karl Marx est allé écouter les conférences de Gützlaff alors que celui-ci était à Londres en 1850 pour collecter des fonds. Il a également lu les nombreux écrits de Gützlaff, qui sont devenus des sources des articles anti-impérialistes et anti-religieux de Marx sur la Chine dans le London Times et le New York Daily Tribune dans les années 1840 et 1850[10],[11].

### Mémoriaux

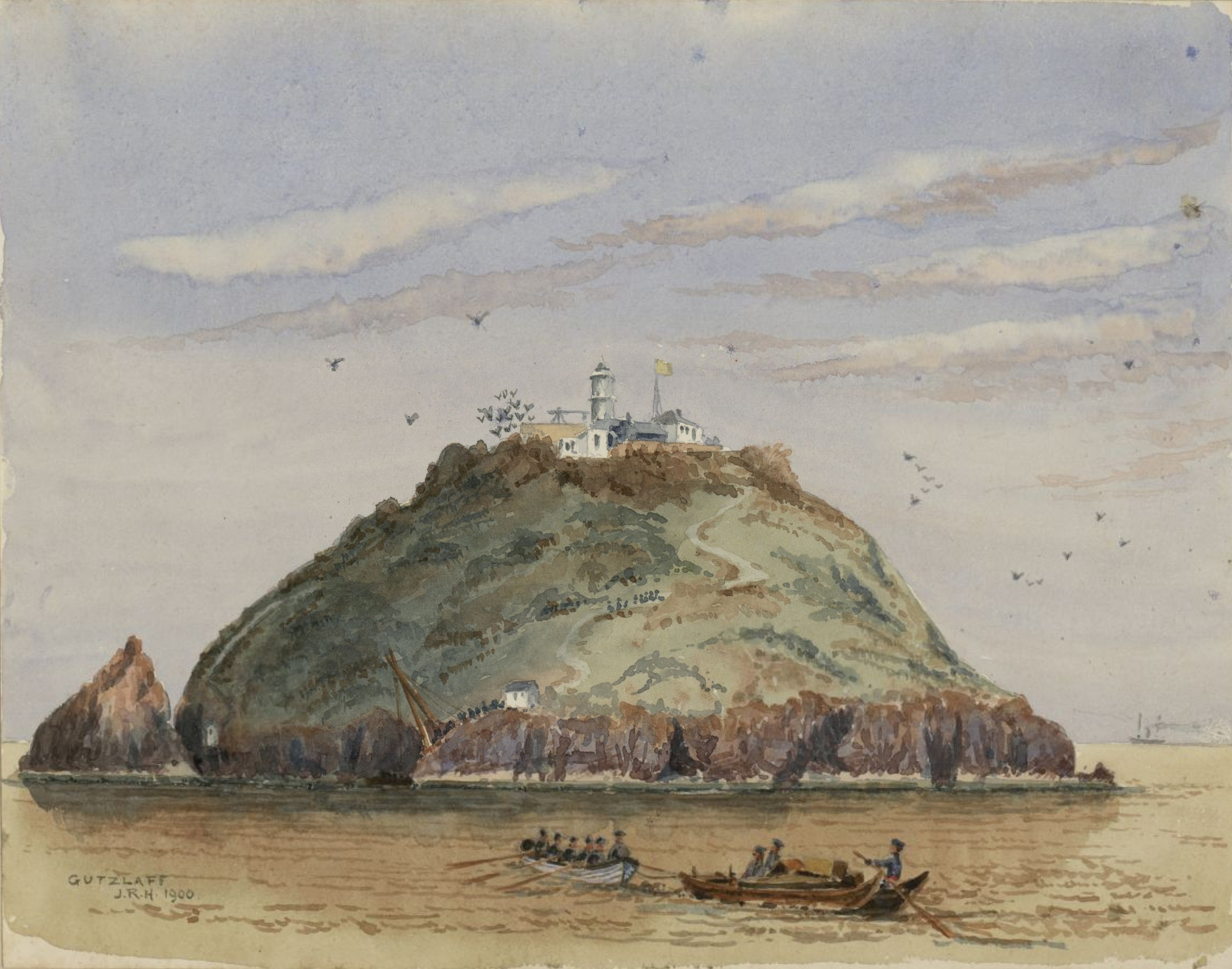
L'île Gutzlaff dans la province de Zhejiang, en Chine.

Une rue est nommée Gutzlaff Street (en) à Hong Kong, et une île porte son nom.

## Œuvres
Karl Gützlaff a été un auteur prolifique en chinois : catéchismes, tracts, biographies de personnages bibliques et une dizaine de romans. Ci-dessous une liste de ses principales publications dans les langues européennes :
- (nl) Karl Friedrich A. Gützlaff, Verslag van den driejarig verblijf in Siam en eene reize langs de Kust van China naar Mantchou-Tartarije, Rotterdam, 1833[13] ("Rapport du séjour de trois ans au Siam et d'un voyage le long de la côte de la Chine vers la Mantchou-Tartarie" (c'est-à-dire la Mandchourie))
- (nl) Karl Friedrich A. Gützlaff, Reizen langs de Kust van China, en bezoek op Corea en de Loo-cho-eilanden, in de jaren 1832 en 1833, door K Gutzlaff, benevens een overzigt van China en Siam en van de verrigtigen der protestantsche zendelingen, in deze en aangrenzende landen, door W. Ellis, en twee andere historische anlagen, Rotterdam, M. Wijt & Zonen, 1835[13] ("Voyage le long de la côte chinoise, et visite de la Corée et des îles Loo-cho, dans les années 1832 et 1833, par K Gutzlaff, ainsi qu'un aperçu de la Chine et du Siam et des établissements missionnaires protestants, dans ce pays et les pays voisins, par W. Ellis, et deux autres annexes historiques.")
- (en) Karl Friedrich A. Gützlaff, A Sketch of Chinese History, Ancient and Modern, Londres, Smith, Elder & Co., 1834, publié en allemand en 1847 (lien vers le volume 1 ; lien vers le volume 2)
- (en) Karl Friedrich A. Gützlaff, China Opened; or, A Display of the Topography, History ... etc. of the Chinese Empire, revised by A. Reed, vol. 1, Londres, Smith, Elder & Co., 1838 (lire en ligne)
- (en) Karl Friedrich A. Gützlaff, China Opened; or, A Display of the Topography, History ... etc. of the Chinese Empire, revised by A. Reed, vol. 2, Londres, Smith, Elder & Co., 1838 (lire en ligne)
- (en) Karl Friedrich A. Gützlaff, Journal of Three Voyages Along the Coast of China, in 1831, 1832 and 1833 With Notices of Siam, Corea, and the Loo-Choo Islands, Londres, Thomas Ward and Co, 1840 (lire en ligne)[14]
- (en) Karl Friedrich A. Gützlaff, Notices on Chinese Grammar : Part I.  Orthography and Etymology, Batavia, Mission Press, 1842, publié sous le pseudonyme de "Philo-Sinensis"
- (en) Karl Friedrich A. Gützlaff, Life of Taou-Kwang, Late Emperor of China, Londres, Smith, Elder & Co., 1852 (lire en ligne)